# Delal
Delal ist ein kurdischer, aber auch im arabischen Raum verbreiteter weiblicher Vorname.

## Herkunft und Bedeutungen
Delal ist vom kurdischen „Delalî“ (Schönheit, Besonderheit) abgeleitet. Das Wort entstammt dem kurdischen Dil, zu deutsch: „Herz“. Im Arabischen Raum bedeutet er Schatten oder Bezauberndes Geheimnis.

## Namenstag
21. Januar

## Namensträger
- Delal Atmaça, Wirtschaftswissenschaftlerin, Volkswirtin und Buchautorin[3]
- Pira Delal, Brücke in der Stadt Zaxo, Autonome Region Kurdistan (Irak)